# Аеродром Батајница
44° 56′ 07″ N 020° 15′ 27″ E / 44.93528° С; 20.25750° И
Војни аеродром Пуковник-пилот Миленко Павловић, уобичајено познат као Аеродром Батајница; : , : ) највећи је војни аеродром у Србији. Налази се између Батајнице и Нове Пазове, око 25 km северозападно од центра Београда. Аеродром припада Ваздухопловству и ПВО Војске Србије. До изградње друге полетно-слетне стазе на аеродрому Никола Тесла 2023. године, био је једини је аеродром у Србији са две асфалтне полетно-слетне стазе.

## Историја
Изградња аеродрома за потребе Југословенског ратног ваздухопловства (ЈРВ) почела је 1947. а завршена 1951, када је аеродром званично отворен. Намена аеродрома је била заштита југословенске престонице, Београда, од могуће агресије из ваздуха. Јединице стациониране на Батајници биле су 204. ловачки авијацијски пук, 138. транспортна авијацијска бригада, 252. ловачко-бомбардерска авијацијска ескадрила, Ваздухопловноопитни центар (ВОЦ), Ремонтни завод „Мома Станојловић” и Ваздухопловномедицински институт (ВМЦ). 
Током агресије НАТО-а на СРЈ аеродром је био изложен честим нападима НАТО авијације. Нападнут је 25 пута и тешко је оштећен.
Аеродром је у јуну 2019. године променио назив у војни аеродром Пуковник-пилот Миленко Павловић, по једном од најславнијих пилота ловаца у модерној историји југословенског и српског РВ и ПВО.

## Војна употреба
Данас се на аеродрому Батајница од јединица В и ПВО налази 204. авијацијска база која је настала обједињавањем свих јединица ваздухопловства које су биле базиране на Батајници. На аеродрому се такође налази Центар за обуку припадника РВ и ПВО као и Сектор за летна испитивања (бивши ВОЦ) Техничко-опитног центра (ТОЦ). На Батајници се налази око : 45 мигова 21 , 14 мигова 29 , 6 ми 8 , 3 Ми 17 , 6 Ан 26 ,2 МИ 24 и одређени број хеликоптера газела и авиона Г2 и Г4.

## Приступ аеродрому
До аеродрома се може доћи аутобуском линијом 706 Е (Земун (Кеј ослобођења) - Аеродром Батајница).

## Галерија
- АН 26
- Г4
- Миг 29
- Ласте
- Падобранац са заставом 63. падобранске бригаде
- Миг 29
- Отворени дан на Батајници 2012.
- 204. ватрогасна бригада
- Гост на Батајници Јурофајтер Тајфун
- 204. ватрогасна бригада
- Контролни торањ